# Munnogonium tillerae
Munnogonium tillerae is een pissebed uit de familie Paramunnidae. De wetenschappelijke naam van de soort is voor het eerst geldig gepubliceerd in 1959 door Menzies & Barnard.